# Recherche d'information assistée par ordinateur
Recherche d'Information Assistée par Ordinateur (RIAO) est un congrès organisé tous les trois ans par le Centre de Hautes Etudes Internationales d’Informatique Documentaire (CID) entre 1985 et 2013.
Sous le patronage du CNRS, de l'Agence de l'informatique française, de l’Association des sciences et technologies de l'information (AFCET), de l’Institut national des techniques de la documentation (INTD) et de l’Association for Computing Machinery(ACM), le congrès a été créé à l’initiative de Jacques Arsac, professeur d’informatique à l’École normale supérieure et président du CID, pour faire mieux connaître les travaux européens au niveau international dans le domaine de l’informatique du contenu  et en particulier l’usage de l’ingénierie linguistique pour la recherche d’information.
En 2013, RIAO prend le nom anglophone d'OAIR - Open research Areas in Information Retrieval.

## Éditions
| Date                       | Lieu                                  | Titre | Notes |
| -------------------------- | ------------------------------------- | --- | --- |
| Du 18 au 20 mars 1985      | Grenoble                              | Computer-Assisted Information Retrieval                                                                                   | |
| Du 21 au 25 mars 1988      | Massachusetts Institute of Technology | User-Oriented Content-Based text and Image Handling                                                                       | plus de 1100 participants |
| Du 2 au 5 avril 1991       | Barcelone                             | Gestion Évoluée du Texte et de l’Image,                                                                                   | Université autonome de Barcelone |
| Du 11 au 13 octobre 1994   | New York                              | Intelligent Multimedia Information Retrieval Systems and Management                                                       | Université Rockefeller |
| Du 25 au 27 juin 1997      | Montréal                              | Recherche d’information assistée par ordinateur sur Internet                                                              | Université McGill |
| Du 12 au 14 avril 2000     | Paris                                 | Content-based Multimedia Information Access                                                                               | Collège de France ; dédié au Professeur André Lichnerowicz                                                                                                 |
| Du 26 au 28 avril 2004     | Avignon                               | Combinaison des approches, combinaison des médias, combinaison des langues pour la recherche d’information par le contenu | Laboratoire Informatique d'Avignon-Université d'Avignon et des Pays de Vaucluse ; devait se tenir en 2003, repoussé pour cause de seconde guerre du Golfe. |
| Du 30 mai au 1er juin 2007 | Pittsburgh                            | Accès sémantique à grande échelle au contenu (texte, image, vidéo et son)                                                 | Université Carnegie-Mellon. Le prix de l'application la plus utile attribuée à Xambox                                                                      |
| Du 28 au 30 avril 2010     | Paris                                 | Adaptivity, personalization and fusion of heterogeneous information                                                       | Bibliothèque nationale de France |
| Du 22 au 24 mai 2013       | Lisbonne (Portugal)                   | Searching the Web of People and the Web of Data                                                                           | Lisbon Engineering Superior Institute (ISEL) |